# Pancerniki typu Dingyuan
Okręty typu Dingyuan (Ting Yuan) – dwa chińskie pancerniki z końca XIX wieku: „Dingyuan” („Ting Yuan”) i „Zhenyuan” („Chen Yuan”), zbudowane w niemieckiej stoczni Vulcan w Szczecinie. Utracone zostały podczas wojny japońsko-chińskiej 1894–1895; jeden z nich, zdobyty przez Japonię, służył następnie w marynarce japońskiej do 1911 roku jako pancernik obrony wybrzeża „Chin’en”.

## Historia powstania i opis
Pancerniki typu Dingyuan zostały zamówione przez Chiny w niemieckiej stoczni Vulcan w Szczecinie w związku z rozwojem chińskich sił zbrojnych od lat 70. XIX wieku w ramach polityki tzw. samoumocnienia. Za ich zamówieniem stał przede wszystkim gubernator prowincji stołecznej Li Hongzhang, dbający o rozwój północnej Flocie Beiyang. Potrzeba wzmocnienia floty o pancerniki stała się widoczna po tym, jak w 1874 roku doszło do konfrontacji na wyspie Formoza z Japonią, która miała już wówczas okręt pancerny „Azuma”, a następnie zamówiła cztery dalsze w Wielkiej Brytanii. Z uwagi na brak doświadczenia stoczni chińskich w budowie i projektowaniu nowoczesnych okrętów, konieczne było zamówienie ich w Europie. Zajmował się tym ambasador chiński Li Fengbao oraz interesujący się sprawami morskimi dyplomata Xu Jingcheng. Wielka Brytania, będąca wiodącą potęga morską, nie była jednak skłonna do sprzedaży większych okrętów Chinom, aby nie powodować zadrażnień z Rosją. Stocznie niemieckie, dopiero wchodzące na światową arenę, były natomiast chętne do budowy okrętów dla Chin, po atrakcyjnej cenie. Problemem Chin była jednak w tym okresie korupcja urzędników i defraudacje funduszy przeznaczanych na marynarkę. Początkowe plany zakładały budowę 12 różnych okrętów opancerzonych, w końcu zamierzano zamówić trzy pancerniki, lecz ostatecznie z powodów finansowych zamówiono w stoczni Vulcan dwa oraz tańszy krążownik „Jiyuan”. Pierwszy z nich zamówiono 2 grudnia 1880 roku, a drugi 23 maja 1881 roku.
Konstrukcja okrętów została oparta na niemieckich pancernikach centralnobateryjnych (cytadelowych) typu Sachsen (których główny okręt był budowany w stoczni Vulcan). Głównym konstruktorem stoczni był Rudolph Haack. Na życzenie Chińczyków okręty zostały jednak zupełnie inaczej uzbrojone w stosunku do swych pierwowzorów, co spowodowało konieczność wprowadzenia istotnych zmian konstrukcyjnych i zupełnie zmieniło wygląd jednostek chińskich. Zastosowano nowocześniejsze diagonalne rozmieszczenie uzbrojenia w wieżach, wzorowane na brytyjskim pancerniku HMS „Inflexible”. W momencie konstrukcji były nowoczesnymi okrętami pancernymi, lecz rozwój techniki morskiej spowodował ich szybkie zestarzenie się. Były one największymi i najsilniejszymi okrętami oraz jedynymi pancernikami floty Chin cesarskich.

## Okręty
Zbudowano dwa okręty: „Dingyuan” (chiń. upr. 定远; chiń. trad. 定遠; pinyin Dìngyǔan; Wade-Giles Ting Yüan, spotykana także pisownia „Ting-yuën”, pol. „wieczny pokój”) i „Zhenyuan” (chiń. upr. 镇远; chiń. trad. 鎮遠; pinyin Zhènyuăn; Wade-Giles Chen Yüan, czasem też „Chen-yuën”, pol. „uderzający z daleka”). Koszt budowy wynosił 6,2 miliona marek (ok. 1 milion taeli) za każdy.
| Nazwa                    | rozpoczęcie budowy | wodowanie         | wejście do służby |
| ------------------------ | ------------------ | ----------------- | ----------------- |
| „Dingyuan” („Ting Yuan”) | 31 marca 1881      | 28 grudnia 1881   | październik 1885  |
| „Zhenyuan” („Chen Yuan”) | marzec 1882        | 28 listopada 1882 | październik 1885  |

„Dingyuan” rozpoczął próby morskie już w maju 1883, a „Zhenyuan” w marcu 1884, lecz dostawa pancerników została wstrzymana z powodu wojny Chin z Francją. W końcu oba pancerniki i krążownik „Jiyuan” opuściły Kilonię 3 lipca 1885 i pod niemiecką banderą handlową dopłynęły w październiku do Dagu w Chinach, gdzie zostały przyjęte do służby. Specjalnie w celu zwalczania nowych pancerników chińskich Japonia podjęła budowę silnie uzbrojonych w pojedyncze działo 320 mm krążowników typu Matsushima.

## Opis

### Kadłub i architektura

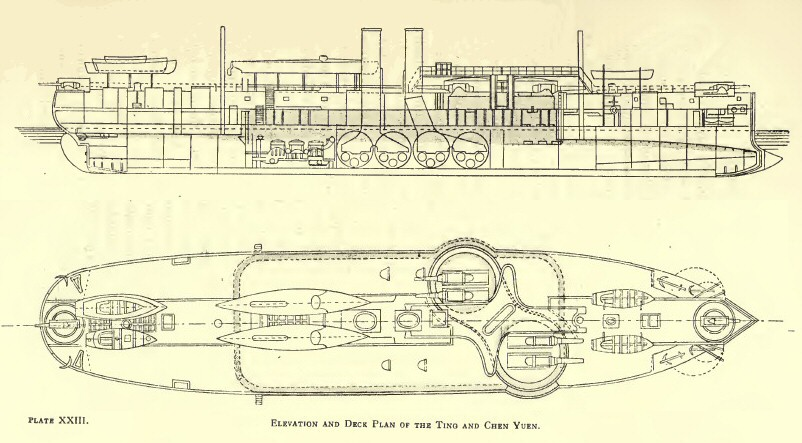
Schemat konstrukcji pancerników.

Okręty przedstawiały sobą wczesne pancerniki barbetowo-wieżowe z czasów przed ukształtowaniem się typowych rozwiązań architektury przeddrednotów. Kadłub był gładkopokładowy, z wąską jednopiętrową nadbudówką na pokładzie górnym ciągnącą się na całą długość okrętu, przy czym na samym dziobie jej ściany stanowiły nadbudowę będącą przedłużeniem burt. Wysokość burt od stępki do górnego pokładu wynosiła 7,4 m. Dziobnica była pionowa, a pod wodą miała wystający na 3 m do przodu spiczasty taran. Charakterystyczną cechą tych pancerników były dwie cylindryczne wieże artyleryjskie umieszczone na barbetach diagonalnie na śródokręciu, w około ⅓ długości: pierwsza prawoburtowa, za nią lewoburtowa, na obu pancernikach. Nad wieżami artylerii głównej był lekki spardek z mostkiem. Na krańcach pokładu nadbudówki na dziobie i rufie były szerokie cylindryczne wieże dział artylerii średniej. Sylwetkę dopełniały dwa kominy umieszczone blisko siebie pośrodku długości okrętu oraz dwa maszty, rozsunięte ku krańcom okrętu.
Kadłub podzielony był grodziami poprzecznymi i wzdłużnymi na 24 przedziały wodoszczelne. Na większości długości, z wyjątkiem dziobu i rufy kadłub posiadał dno podwójne. Okręt posiadał dwa ciągłe pokłady kadłuba, w tym dolny pokład pancerny, poniżej linii wodnej, i pokład górny. Między pokładem pancernym a górnym znajdowały się m.in. zasobnie węglowe, zwiększające ochronę.

### Uzbrojenie
Artylerię główną stanowiły cztery działa odtylcowe Kruppa kalibru 305 mm wz. 1880, umieszczone w dwóch barbetach nakrytych wieżami (stanowiska barbetowo-wieżowe). Miały one długość 7625 mm (25 kalibrów – L/25), a długość przewodu lufy 6720 mm i masę 31,5 t. Ich szybkostrzelność wynosiła 1 strzał na 3 minuty. Strzelały one pociskami o masie 329 kg, z prędkością początkową 500 m/s na efektywną odległość 7800 m. Mogły strzelać różnymi pociskami, o długości 2,8 kalibrów, 3,5 kalibrów, 4 i 5 kalibrów, o różnej masie materiału kruszącego, od 16 do 40 kg. Były to najmocniejsze działa zastosowane do tej pory na okręcie niemieckiej budowy. Diagonalne rozmieszczenie wież, stosowane w tym czasie, miało teoretycznie zapewniać prawie okrężny ostrzał wszystkich armat. Każda wieża mogła prowadzić ogień w zakresie 180° na swoją burtę i 70–80° na przeciwną. W praktyce jednak wszystkie cztery działa nie mogły prowadzić ognia na tę samą burtę z powodu ryzyka spowodowania zniszczeń na pokładzie od podmuchu dział z przeciwległej burty. Wszystkie cztery działa mogły teoretycznie prowadzić ogień jedynie na wprost dokładnie w kierunku dziobu, a w pozostałym zakresie cele ostrzeliwały dwa działa. Pociski były podawane mechanizmem hydraulicznym, a zapas amunicji wynosił po 50 pocisków na działo (ogółem 200, w tym 29 burzących).
Artyleria średnia składała się tylko z dwóch dział odtylcowych Kruppa kalibru 15 cm (faktyczny kaliber 149,1 mm), o długości 5220 mm (L/35), w tym przewodu lufy 4800 mm. Działa te miały zamek klinowy i niską szybkostrzelność 1 strzał/minutę. Umieszczone były na obrotowych platformach nakrytych cylindrycznymi wieżami na pokładzie dziobowym i rufowym, z naprowadzaniem ręcznym. Strzelały pociskami o masie 51 kg na odległość do 11 000 m.
Uzbrojenie pomocnicze do walki z torpedowcami stanowiło początkowo według różnych źródeł 6 lub 8 wielolufowych działek 37 mm Hotchkiss, w tym dwa na marsach bojowych. W toku wojny z Japonią uzbrojenie to było wzmacniane. Według opisu zdobytego pancernika „Zhenyuan”, w lutym 1895 roku stanowiło je: 2 działa 57 mm Maxim-Nordenfeldt, 4 działa szybkostrzelne 57 mm Hotchkiss, 5 dział pięciolufowych 47 mm Hotchkiss, 4 działka pięciolufowe 37 mm Hotchkiss, 2 działka szybkostrzelne 37 mm Hotchkiss. Ponadto łodzie okrętu były uzbrojone w dwa działa desantowe 75 m, które mogły być stosowane na lawecie lądowej przez oddziały desantowe.
Uzbrojenie uzupełniały trzy wyrzutnie torpedowe systemu Schwarzkopf kalibru 350 mm. Wyrzutnie były nadwodne, jedna zamontowana w stewie rufowej, strzelając do tyłu, a dwie w burtach przed cytadelą.
Okręty etatowo mogły przenosić na śródokręciu za kominami dwa 16-tonowe parowe kutry torpedowe II klasy. Miały one długość po 19,74 m, mogły rozwijać prędkość do 15,5 węzła i były uzbrojone w dwie stałe wyrzutnie torped 350 mm na dziobie i działko kalibru 37 mm Hotchkiss. Były również zbudowane przez stocznię Vulcan (numery 121-122 i 127-128) i na każdym pancerniku nosiły numery 1 i 2.

### Opancerzenie

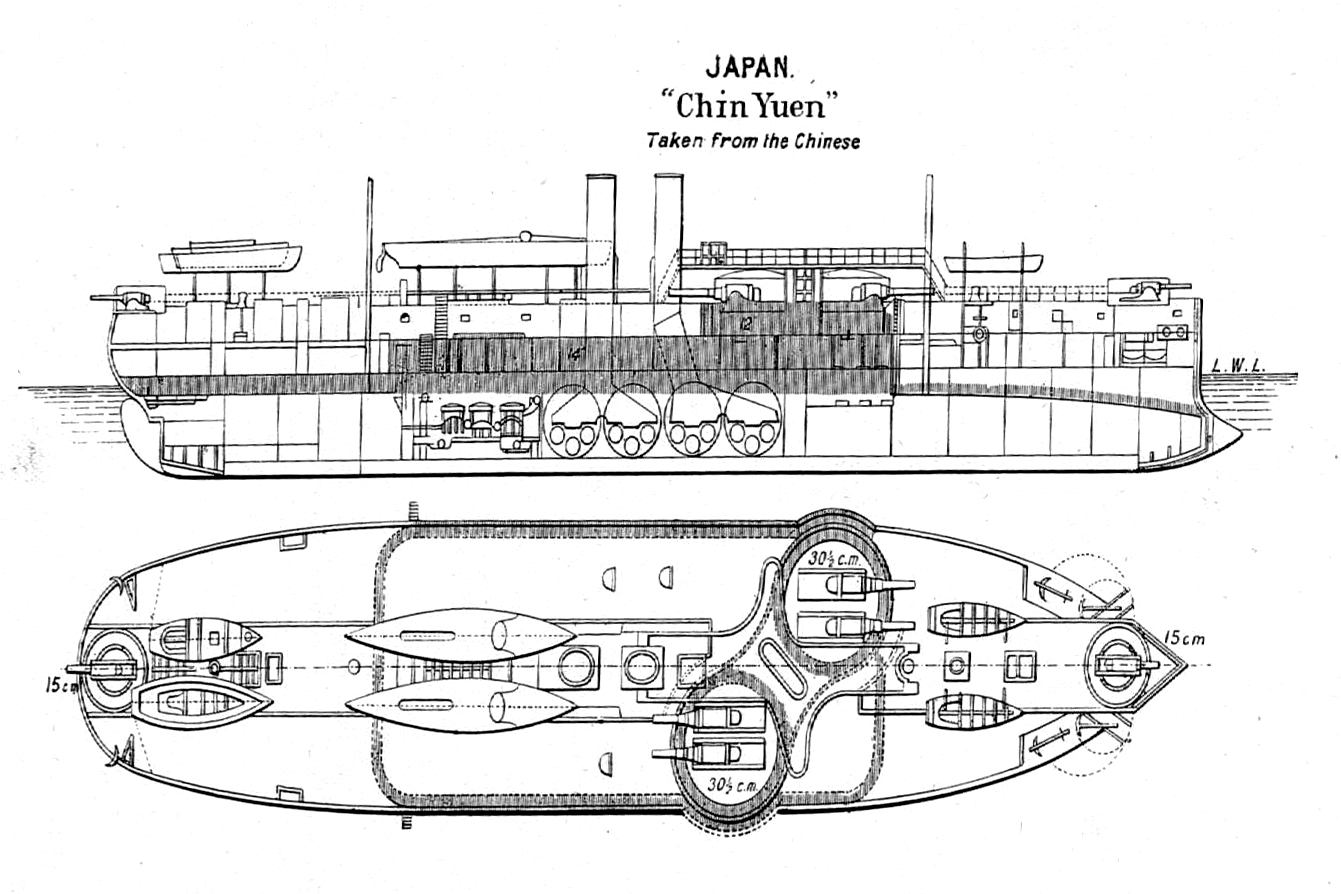
Schemat rozmieszczenia opancerzenia i uzbrojenia pancerników (wieże artylerii głównej są błędnie pokazane na przeciwnych burtach).

Zasadniczy element opancerzenia kadłuba stanowiła pancerna cytadela na śródokręciu o długości 43,5 m, przykrywająca kotłownie, maszynownie i komory amunicyjne. Jej pancerz był typu compound (warstwowy). Jej boki w formie burtowego pasa pancernego miały grubość 356 mm na linii wodnej, zmniejszającą się w dolnej części do 152 mm, a w górnej do 254 mm. Cytadela sięgała od 1,5 m pod linią wodną do górnego pokładu. Pas najgrubszego pancerza 356 mm miał wysokość ok. 2,9 m i sięgał na 0,6 m pod linię wodną. Przejścia między burtowymi ścianami cytadeli a poprzecznymi ścianami takiej samej grubości z przodu i tyłu, były według rysunków zaokrąglone. Na całej długości kadłuba był pokład pancerny grubości 76 mm, który poza cytadelą przebiegał w rejonie linii wodnej i w części dziobowej obniżał się w kierunku stewy.
Barbety dział, ustawione na pokładzie górnym, były osłonięte wspólnym pancerzem compound o grubości 305 mm. Wieże nad nimi miały grubość ścian 152 mm i były nakryte zdejmowanym wypukłym dachem o grubości 25 mm. Między wieżami znajdowało się opancerzone stanowisko dowodzenia o grubości ścian 203 mm. Wieże dział 150 mm miały grubość ścian 51 mm i dachu 10 mm (inne źródła podają grubość ścian 76 mm).

## Napęd
Okręty miały po dwie trzycylindrowe maszyny parowe podwójnego rozprężania, umieszczone we wspólnej maszynowni, o łącznej mocy projektowej 6200 KM. Maszyny były typu leżącegoSuliga 1995 ↓ . Parę dostarczało osiem cylindrycznych kotłów parowych, umieszczonych po dwa w przedziałach wodoszczelnych, z paleniskami w kierunku burt, gdzie znajdowały się zasobnie węglowe. Maszyny napędzały dwie czteropłatowe śruby napędowe z brązu. Prędkość projektowa wynosiła 14,5 węzła, natomiast na próbach oba okręty przekroczyły moc i prędkość projektową, osiągając 15,3–15,4 węzła i moc indykowaną 7200–7400 KM. Normalny zapas węgla wynosił 700 ton, a pełny 1000 ton; zasięg wynosił 4500 mil morskich przy 10 węzłach.

## Służba

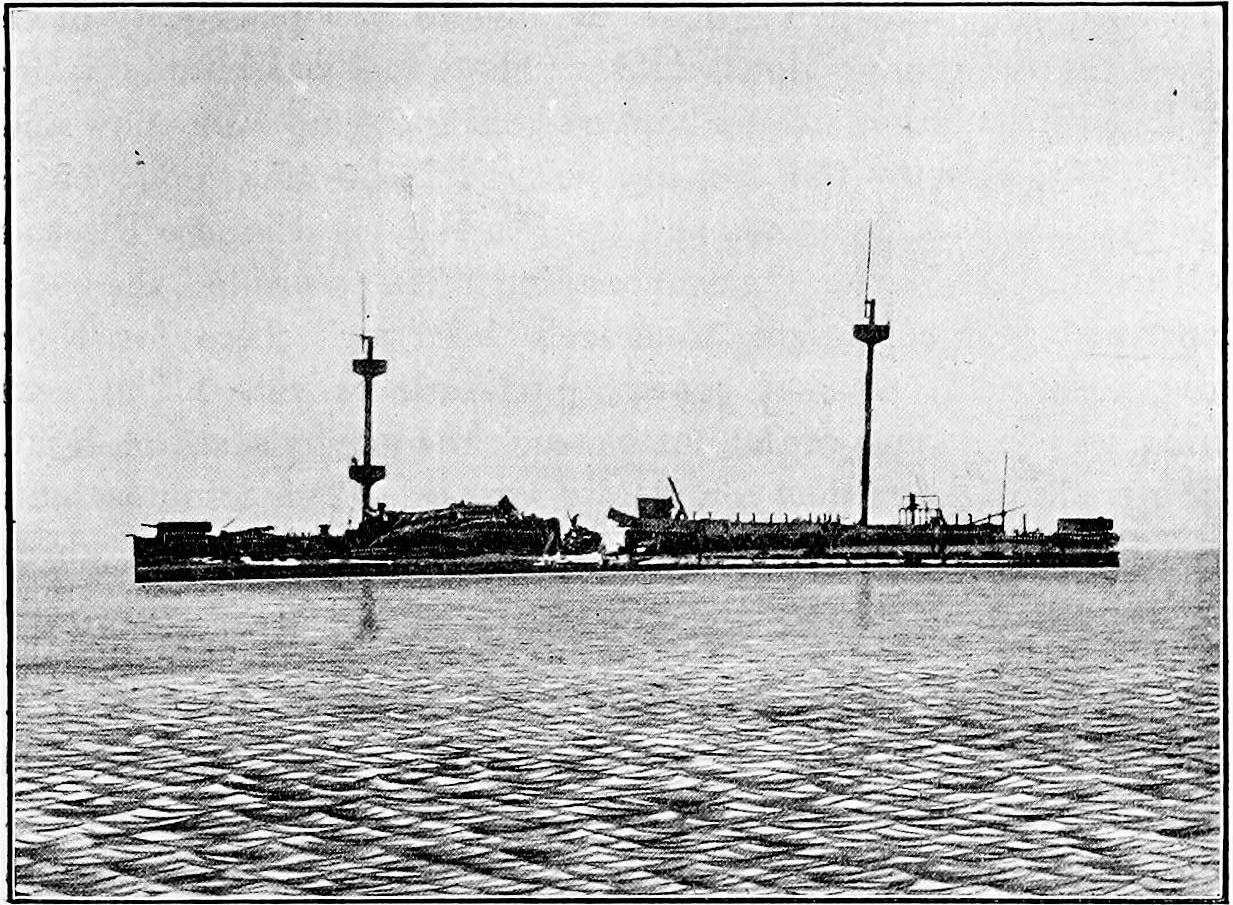
Zniszczony Dingyuan po ataku torpedowym i eksplozji, która zniszczyła śródokręcie

„Dingyuan” był okrętem flagowym floty chińskiej, służąc w północnej eskadrze, tzw. Flocie Beiyang. Oba pancerniki uczestniczyły w działaniach wojny japońsko-chińskiej i brały udział w głównej bitwie u ujścia Jalu 17 września 1894. Były potężniejsze od ówczesnych okrętów japońskich, jednak na skutek ograniczeń wynikających z rozmieszczenia artylerii, nie najlepszego wyszkolenia marynarzy chińskich, a także faktu, że – jak się okazało – część zapasu amunicji stanowiły pociski ćwiczebne, pancerniki nie odniosły sukcesów, oprócz uszkodzenia krążownika „Matsushima”. Z kolei japońskie okręty, ostrzeliwując pancerniki szybkostrzelnymi armatami średniego kalibru, nie mogły zagrozić ich pływalności, lecz spowodowały duże zniszczenia w ich nieopancerzonych nadbudówkach.

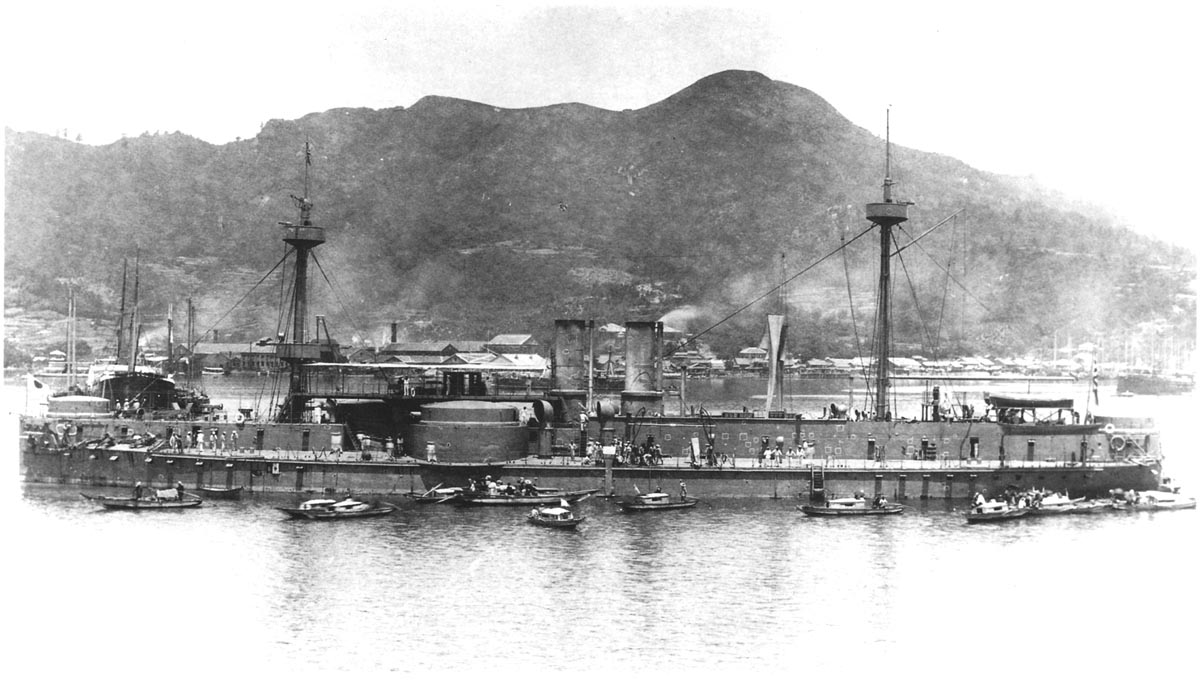
„Zhenyuan” zdobyty w 1895 w Weihaiwei

Oba okręty przeszły następnie do Weihaiwei, gdzie wzięły udział w obronie bazy podczas jej oblężenia przez Japończyków. W nocy z 4 na 5 lutego 1895 „Dingyuan” został storpedowany przez japoński torpedowiec Nr 10, po czym został osadzony na płyciźnie. Wrak wysadzono dodatkowo w powietrze w nocy z 16 na 17 lutego. Pancernik „Zhenyuan” osiadł jeszcze w listopadzie na mieliźnie w Weihaiwei, częściowo wyremontowany, został ostatecznie, 17 lutego, przejęty przez Japończyków po kapitulacji twierdzy 12 lutego.
„Zhenyuan” został następnie wyremontowany i wcielony 16 marca 1895 do japońskiej służby jako pancernik II klasy „Chin’en”. Uzbrojenie częściowo zmieniono na 4 działa 305 mm, 4 działa 152 mm, 2 działa 57 mm, 8 działek 47 mm i 2 działka 37 mm (działo 150 mm w wieży dziobowej zamieniono na 152 mm, rufową wieżę działa 150 mm zastąpiono przez działo 152 mm w masce pancernej i dodano dwa takie działa na skrzydłach nadbudówki w części rufowej, natomiast działa mniejszych kalibrów ustawiono na nadbudówce i pokładzie). Brał udział w wojnie japońsko-rosyjskiej, uczestnicząc w 1904 w blokadzie Port Artur. W charakterze wspomagającym wchodził w skład zespołów japońskich podczas bitwy na Morzu Żółtym 10 sierpnia 1904 i pod Cuszimą 27 maja 1905, nie biorąc bezpośrednio udziału w walce. Po wojnie, 12 grudnia 1905 przeklasyfikowany na pancernik obrony wybrzeża. Wycofany ze służby 1 kwietnia 1911, następnie sprzedany na złom w 1912.
Zbudowana przez zarząd portu Weihai w Chinach pełnowymiarowa pływająca replika „Dingyuan” jest obecnie atrakcją turystyczną w tym mieście.

## Dane techniczne
- wyporność:
  - normalna 7220 t
  - pełna 7670 t[24]
- wymiary: długość / szerokość / zanurzenie: 93,88 / 17,98 / 6,1 m
- siłownia: 2 poziome 3-cylindrowe maszyny parowe compound (dwukrotnego rozprężania), moc indykowana: 7200 KM („Zhenyuan”) lub 6200 KM („Dingyuan”)[11], 8 cylindrycznych kotłów parowych, 2 śruby
- prędkość maksymalna: 15,7 węzłów (inne dane: 14,5 w)
- zapas węgla: normalny 650 t, maksymalny 1000 t
- zasięg: 4500 mil morskich przy prędkości 10 węzłów
- załoga: 350 (inne dane 360-378)[25]

Uzbrojenie: (oryginalne)
- 4 działa kalibru 305 mm Krupp w 2 wieżach diagonalnie (2xII)
  - długość lufy L/22 (22 kalibry; inne źródła: L/20[26] lub L/25[11]), masa pocisku 328 kg, donośność ok. 8000 m, szybkostrzelność ok. 1 strz/4 min (dane[22])
- 2 działa 150 mm L/30[27] w 2 wieżach na dziobie i rufie (2xI)
- 6 działek 37 mm[11] lub według innych źródeł, 8 dział 10-funtowych i 2 6-funtowe (57 mm)[22]
- 3 stałe wyrzutnie torped 356 mm (jedna na rufie, dwie w burtach przed cytadelą)

Opancerzenie: (pancerz compound)
- burty: 356–203 mm (pas pancerny 44 × 3 m)
- pokład pancerny: 76 mm
- wieże artylerii głównej: 152 mm[22] (inne dane: 25 mm[11])
- barbety: 305 mm
- wieże dział 152 mm: 51 mm[22] (inne dane: 76 mm[11])
- stanowisko dowodzenia: 203 mm